# كفر أبري
كفر أبِري إحدى قرى مركز زفتى التابع لمحافظة الغربية بجمهورية مصر العربية. أصل الكفر من توابع كفر كلا الباب ثم فصل عنها سنة 1269 هـ، ذكر الكفر في تعداد 1882 باسم كفر ابره.

## السكان
بلغ عدد سكان كفر أبري 2959 نسمة حسب تقدير عام 2018.
| السنة  | 1882 | 1897 | 1907 | 1927 | 1947 | 1960 | 1976 | 1986 | 1996 | 2006  | 2018 |
| ------ | ---- | ---- | ---- | ---- | ---- | ---- | ---- | ---- | ---- | ----- | ---- |
| القرية | 974  | 1372 | 1693 | 1722 | 1624 | 2037 | 2553 | 2830 | 2547 | 2,977 | 2959 |